# Iberesia
Iberesia is een spinnengeslacht in de taxonomische indeling van de bruine klapdeurspinnen (Nemesiidae).
Iberesia werd in 2006 beschreven door Decae & Cardoso.

## Soorten
Iberesia omvat de volgende soorten:
- Iberesia brauni (L. Koch, 1882)
- Iberesia castillana (Frade & Bacelar, 1931)
- Iberesia machadoi Decae & Cardoso, 2006